# Магас (телерадиокомпания)
Национальная телерадиокомпания «Магас», ранее — Национальная телерадиокомпания «Ингушетия», — вещательная организация Республики Ингушетия в форме государственного автономного учреждения. Является сетевым партнёром телеканала ОТР (Ежедневно с 06:00 до 09:00 и с 18:00 до 19:00).
НТРК «Магас» — приоритетный инновационный проект Республики Ингушетия. Реализован в целях развития и популяризации национальной культуры ингушского народа в России и за рубежом, развития информационных технологий и повышения уровня информационной открытости в республике, а также консолидации её общества.
Площадь комплекса телерадиокомпании «Магас» составляет 5555,5 м². Экстерьер здания выполнен в виде ингушского флага. Объём здания-флага 25000 кубических метров. Здание-флаг претендует на звание самый большой флаг в мире. В него входят:
- современное здание площадью 5555,5 м²;
- 4 аппаратно-студийных блока;
- более 30 монтажных станций;
- конференц-зал съёмочной площадью более 600 м²;
- огромный зал для журналистов со стеклянными перекрытиями;
- съёмочные павильоны, самый меньший из которых 154 м²;
- виртуальная студия, работающая в НD-формате;
- отдел для создания 2D мультипликаций;
- передвижная телевизионная станция (до 24 видеокамер) для прямых трансляций;
- собственная телепередающая вышка.

## История
Долгое время Республика Ингушетия не имела собственного телевидения. Отсутствовала необходимая инфраструктура и техническая база.
20 декабря 1992 года начал функционировать телеканал «Ингушетия» (ингуш. ПТРК «Гӏалгӏайче») (с 2006 года — филиал Всероссийской Государственной Телевизионной и Радиовещательной Компании в Республике Ингушетия, в 2002—2006 гг. — её дочернее предприятие). Время вещания составляло 3 часа.
31 августа 2011 года время местного вещания ГТРК «Ингушетия» на канале «Россия 1» увеличено с 3-х до 4,5 часов в день. Годом раньше Руководством Республики Ингушетия было принято решение создать собственное национальное телерадиовещание.
7 апреля 2011 года Правительство Республики Ингушетия приняло Постановление № 123 "Об автономном учреждении «Государственная национальная телерадиокомпания „Магас“ и назначении на должность и. о. директора НТК „Магас“ Танкиева Халида Мухарбековича.»". Началось строительство здания будущего телеканала. Одновременно была начата работа по набору профессиональных кадров и молодых журналистов.
25 декабря 2012 года ГНТРК «Магас» впервые начала вещание в тестовом режиме. На прошедшем в Администрации Главы Республики Ингушетия совещании по данному вопросу, директор НТК «Магас» и филиала РТРС «РТПЦ Республика Ингушетия» заверили, что национальное телевидение будет вещать в формате HD и транслироваться через спутник, а также то, что активно проводятся монтаж оборудования и пусконаладочные работы. Присутствовавший на данном совещании Гендиректор ООО «Пролайн» Андрей Сигле сообщил, что «данная телевизионная техника, по оценкам специалистов, одна из самых лучших в России. На подобном оборудовании работают сотрудники лишь двух телеканалов — „ОРТ“ и „Россия“».
31 мая 2013 года телеканал «Магас» в режиме тестового вещания начал трансляцию на спутнике «Триколор ТВ». Также были запущены конкурсы на соискание лучшего названия и слогана для национального телевидения. По результатам социологического опроса руководством телеканала было принято решение переименовать ГНТРК «Магас» в НТК «Ингушетия».
27 августа 2013 года состоялось официальное открытие Национальной телерадиокомпании «Ингушетия». На торжественном мероприятии приняли участие Глава Республики Ингушетия Юнус-бек Евкуров, директор НТК «Ингушетия» Халид Танкиев, Заместитель директора ВГТРК Рифат Сабитов, Генеральный директор редакции «Российская газета» Павел Негоица, Член Совета при Президенте РФ по правам человека, главный редактор портала «Кавказская политика», известный телеведущий Максим Шевченко, представитель РТРС в СКФО Александр Стадник и другие.

## Вещание
НТРК «Магас» осуществляет трансляцию круглосуточно. Вещание ведётся на русском и ингушском языках.
Основу контента формируют 8 редакций: информационно-аналитическая, социально-экономическая, общественно-политическая, культурно-просветительская, духовно-нравственная, спортивная, детско-молодёжная, музыкально-развлекательная, редакция утреннего вещания.
На телерадиокомпании реализуются много проектов. Так, например, на стадии запуска проект «Народный киносеанс», в котором зрители сами посредством интерактива определяют перечень фильмов 30-х-90-х годов мирового кинематографа для просмотра в эфире.

## Партнёры
- Reuters
- ТАСС
- РИА Новости
- ГТРК «Ингушетия»
- РГВК «Дагестан»